# Virectaria tenella
Virectaria tenella är en måreväxtart som beskrevs av J.B.Hall. Virectaria tenella ingår i släktet Virectaria och familjen måreväxter.
Artens utbredningsområde är Ghana. Inga underarter finns listade i Catalogue of Life.